# Hammerbach (Strogen)
Der Hammerbach ist ein etwa 10 km langer, rechter und südlicher Zufluss der Strogen bei Walpertskirchen im Landkreis Erding in Bayern, der den Naturraum des Isen-Sempt-Hügellandes durchläuft.

## Geographie

### Verlauf
Der Hammerbach entspringt bei Mitterbuch in der Gemeinde Buch am Buchrain im oberbayerischen Landkreis Erding und fließt durchweg in etwa nördlicher Richtung, an Hammersdorf westlich und an Walpertskirchen östlich vorbei, wo er die Bahnstrecke München–Simbach quert. An der Einöde Operding der Gemeinde  Walpertskirchen mündet er nach einem Lauf von 10,3 km in die Strogen, die selbst von ihrer Quelle bis dorthin erst 7,4 km lang ist.

### Einzugsgebiet
Der Hammersbach hat ein 15,4 km² großes Einzugsgebiet, in dem beidseits des Mittellaufes um die Rodungsinsel von Hammersdorf ein großes Waldgebiet liegt. Es grenzt reihum an die Einzugsgebiete folgender Nachbargewässer:
- Im Norden entwässern der kleine Schwaberbach noch bei Operding, weiter abwärts der Kinzlbach in die Strogen;
- im Osten laufen die Bäche zur Isen, einem Inn-Zufluss, weswegen hier die hydrologisch wichtigste Wasserscheide verläuft;
- im Südwesten liegt kurz das Einzugsgebiet der Schwillach an, die wie die Strogen zur Sempt entwässert;
- die ganze restliche linke Wasserscheide im Westen verläuft zur Strogen.

Das Teileinzugsgebiet der Strogen bis zum Zulauf des Hammerbachs bleibt mit nur 10,1 km² um ein Drittel unter dem seinen.

### Zuflüsse
Der Hammerbach hat keine benannten Zuflüsse.

## Orte
Am Lauf liegen die folgenden Orte.
Landkreis Erding
- Gemeinde Buch am Buchrain
  - Mitterbuch (Dorf, vorwiegend links)
  - Buch am Buchrain (Pfarrdorf, vorwiegend links)
  - Pitz (Einöde, mit Abstand links)
  - Herrweg (Weiler, mit Abstand links)
  - Tannenhof (Gut, links)
  - Hammersdorf (Weiler, Siedlungskern rechts)
- Gemeinde Walpertskirchen
  - Hallnberg (Dorf)
  - Radlding (Einöde, rechts)
  - Walpertskirchen (Pfarrdorf, fast ganz links)
  - Schwabersberg (Einöde, rechts)